# Durban High School
Durban High School é um colégio localizado na cidade de Durban, Kwazulu-Natal na costa leste da África do Sul. 
Somente garotos podem estudar nesse colégio e foi lá que Fernando Pessoa, escritor português, estudou. Até hoje algumas de suas obras estão espalhadas pelo colégio e também sua estátua.